# Bygdøy Kongsgård

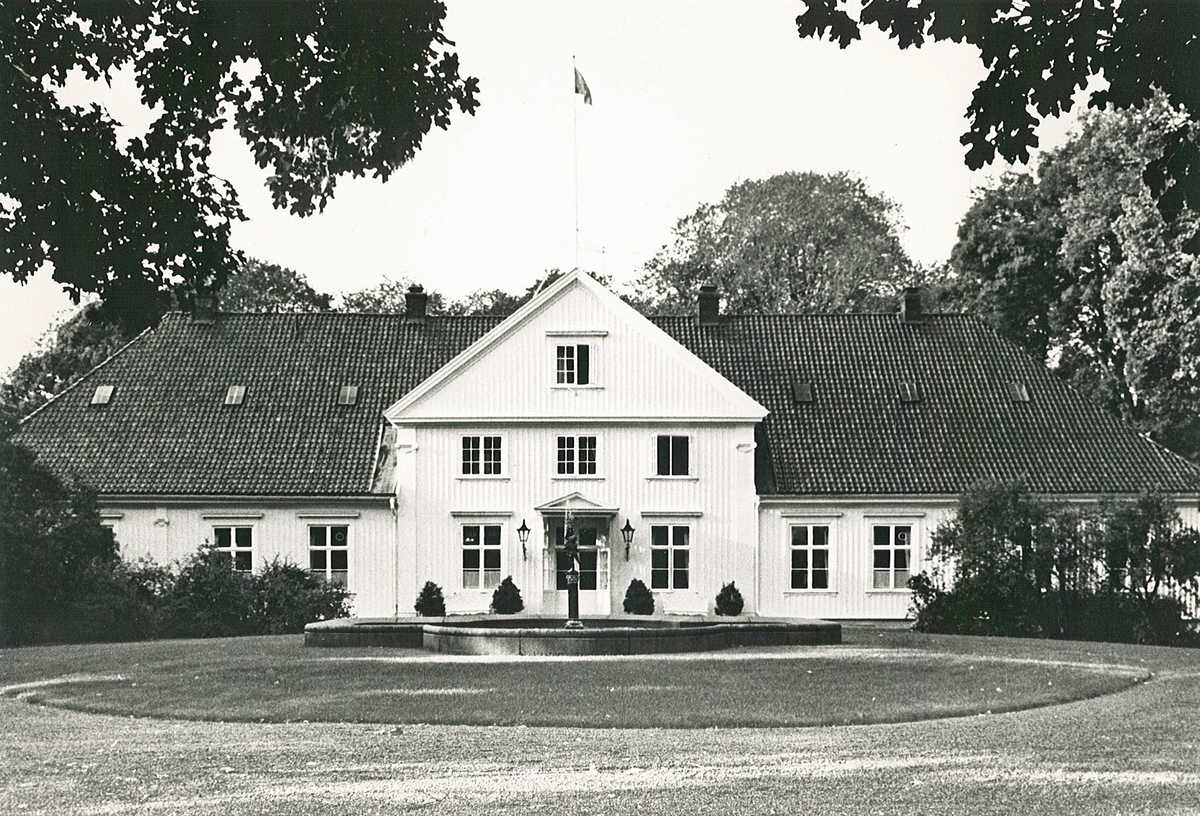
Bygdøy Kongsgård, 1980-tal

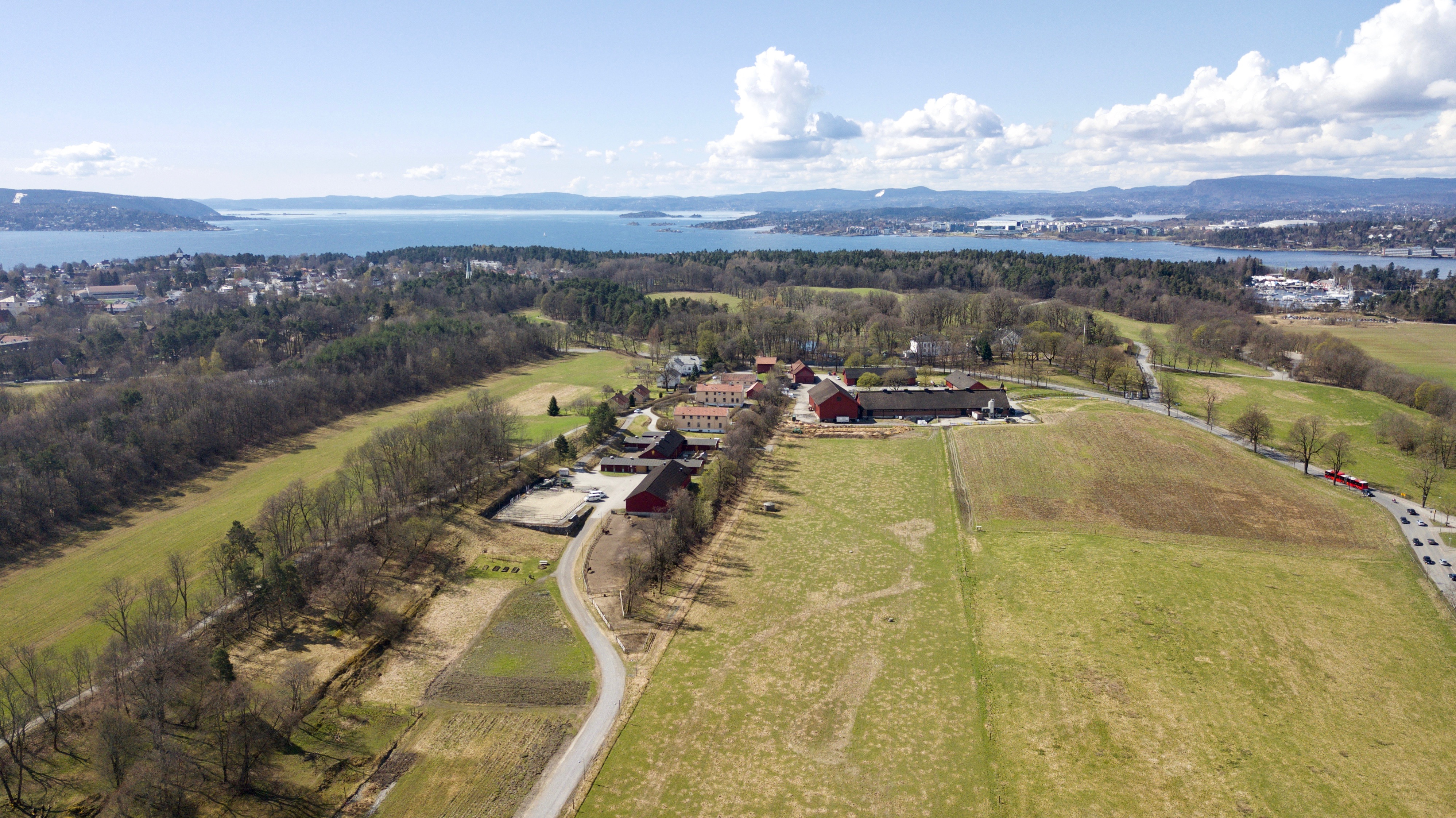
Bygdøy Kongsgård

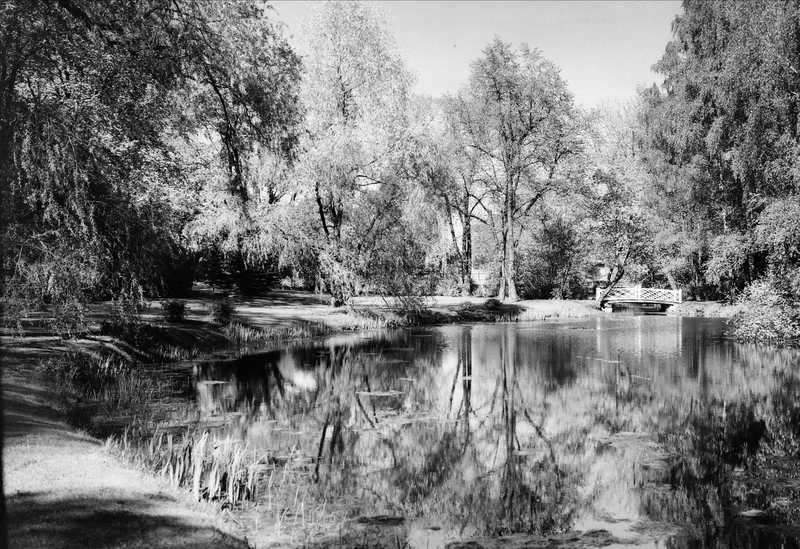
Engelska trädgården, 1935. Foto: Anders Beer Wilse

Bygdøy Kongsgård är en kunglig egendom på Bygdøy vid Oslo i Norge.  
Egendomen tycks under 1100-talet ha legat under Hovedøya kloster.  Kung Håkon Magnusson gav den år 1305 i morgongåva åt Eufemia.  Den blev sedan återigen klostergods, fram till att den vid reformationen år 1532 ännu en gång blev kunglig egendom.  Som kunglig egendom låg den som jordbruksgård under Akershus slott och kallades Ladegårdsøens hovedgård.  Omkring 1630 uppfördes ett jakthus här. 
År 1733 uppfördes den nuvarande herrgårdsbyggnaden på egendomen av den dåvarande kungliga ståthållaren greve Christian Rantzau, och därefter användes det som sommarställe av den danske kungens högste ämbetsman i Oslo. Kristian VIII av Danmark bodde här under sin tid som norsk kung år 1814. 
Karl XIV Johan köpte egendomen av staten 1837, och Oscar I uppförde Oscarshall i närheten.  År 1863 blev egendomen ett kungligt gods ägt av staten. Under den svensk-norska tiden intresserade sig kungarna mycket för jordbruket och uppförde flera mindre byggnader på egendomen. 
Efter unionsupplösningen 1905 blev Bygdøy Kongsgård sommarresidens för kungafamiljen. 